# Апраксин, Пётр Матвеевич
Граф (с 1710 года) Пётр Матве́евич Апра́ксин (24 июня (4 июля) 1659 — 29 мая (9 июня) 1728) — русский военачальник и государственный деятель, участник Северной войны, сподвижник Петра I.

## Биография
Старший сын стольника Матвея Васильевича, брат Ф. М. Апраксина, А.М. Апраксина и царицы Марфы — жены Фёдора Алексеевича, что сыграло решающую роль в его карьере. В 1680 году пожалован в окольничие, при Петре I носил титул ближнего окольничего.

### Северная война
В 1698 году царь Пётр I назначил его воеводой в Новгород. В декабре 1699 года сдал эту должность князю И. Ю. Трубецкому и вызван в Москву к царю, но после поражения при Нарве в 1701 году возвращён в Новгород и возглавил корпус для обороны северной границы Новгородской земли от неприятеля (два сводных стрелецких и несколько солдатских полков) в должности Ладожского воеводы.
В 1702 году имел несколько успешных столкновений с неприятелем, изгнал шведскую флотилию с Ладожского озера летом 1702 года, затем отбросил шведского генерала А. Крониорта у реки Ижоры, захватил мызу Матокса на реке Авлоге, чем способствовал взятию Нотебурга.
После победы сформировал два драгунских полка в составе своего корпуса. Весной 1703 года прикрывал осаду крепости Ниеншанц. В 1704 году, занимая пост при устье реки Наровы, отразил неприятельский флот, пытавшийся доставить продовольствие в осаждённую русскими Нарву.

### Губернатор астраханский и казанский
В исходе 1705 года направлен в Астрахань для содействия генерал-фельдмаршалу Б. П. Шереметеву в усмирении стрелецкого бунта и был назначен астраханским губернатором вместо убитого мятежниками воеводы Т. И. Ржевского. 8 сентября 1708 года заключил при реке Ахтубе с ханом калмыцким Аюкою договор, по которому хан обязался быть в вечном подданстве России. 23 февраля 1710 года вместе с младшим братом Ф. М. Апраксиным (главой Адмиралтейского приказа) пожалован графским титулом.
При первом разделении России на губернии (в декабре 1708 года) назначен главой Казанской губернии. 6 (17) марта 1711 года Петром I был подписан указ об именовании Апраксина губернатором. В то время ему подчинялись более 30 городов, в том числе Саратов, Симбирск, Уфа и др. Здесь он оказал немаловажные услуги Петру I скорою доставкою в Санкт-Петербург корабельных лесов, успешною постройкою судов на Волге, доставлением хороших лошадей в кавалерию и удачными походами против тревоживших русские пределы крымцев и др.
В ходе Русско-турецкой войны (1710—1713) годов Кубанский корпус был сформирован в 1711 году по указу Петра I. Под командованием П. М. Апраксина 9500 человек регулярных войск и казаков, а также 20 тысяч калмыцкой конницы успешно атаковали в среднем течении реки Кубани татаро-ногайскую конницу и тем самым не допустили её к походу на Дунай. Тем временем князь Чан-Арслан разорил Саратовскую и Пензенскую губернии и возвращался степями к Кубани. Апраксин, возвращаясь к Дону, разбил Чан-Арслана во встречном бою и освободил 2000 пленных русских.

### Столица
В 1713 году вызван в Петербург; 9 июня 1715 года пожалован в сенаторы, однако в феврале 1718 года по подозрению в способствовании побегу царевича Алексея взят под стражу, отправлен в Москву и лишён имения. По дальнейшему ходу дела был признан невинным, и взятое было ему возвращено. В этом же 1718 году граф Пётр Матвеевич был в числе членов Верховного уголовного суда над царевичем, и в числе подписавших приговор, определявший виновному смертную казнь, стоит его имя.
В 1722 году назначен президентом Юстиц-коллегии, получил чин действительного статского советника, в мае 1724 года сменил А. Д. Меншикова, попавшего в опалу Петру I, на посту Санкт-Петербургского генерал-губернатора (по январь 1725 года, когда после смерти Петра Меншиков вернул себе эту должность). В торжественный день бракосочетания цесаревны Анны Петровны с голштинским герцогом Карлом-Фридрихом 21 мая 1725 года пожалован в действительные тайные советники (через чин).
Скончался в 1728 году. Похоронен в Златоустовском монастыре.

## Семья
Был дважды женат:
1. жена княжна Степанида Матвеевна Оболенская
  - Александр Петрович (1.09.1690—19.02.1725), служил во флоте; женат на княжне Марии Михайловне Куракиной (ум. 1781), их дочь Елена Александровна (1708—1767), гофмейстерина Высочайшего Двора, была замужем за А. Л. Нарышкиным.
  - Елена Петровна (20.05.1695—3.03.1736), замужем за князем Яковом Алексеевичем Голицыным (1697—1749); у них сын Пётр.
  - Екатерина Петровна, замужем за князем Петром Борисовичем Черкасским.
  - Алексей Петрович (1711—1733) — в 1729 году принял католическую веру, за что императрица Анна Иоанновна сделала его шутом; женат на княжне Елене Михайловне Голицыной (1712—1747), дочери придворного шута М. А. Голицына.
2. жена княжна Наталья Алексеевна Львова (1693—1711)